# Ємельянов Володимир Володимирович
Володи́мир Володи́мирович Ємельяно́в (30 квітня 1969 , Ленінград ) — російський сходознавець-шумеролог, літературознавець, перекладач і поет. Кандидат історичних наук, доктор філософських наук, професор.

## Життєпис
1992 року закінчив східний факультет Санкт-Петербурзького державного університету. 1997 року отримав ступінь кандидата історичних наук (науковий керівник — Ігор Дьяконов).
2005 року захистив докторську дисертацію з релігієзнавства на тему «Календарний ритуал в шумерської релігії і культурі (категорія Ме і весняні свята)» (науковий консультант — Володимир Якобсон). З 2010 року — професор. Викладач історичного, філософського (з 1997) і східного (з 2008) факультетів Санкт-Петербурзького державного університету.

## Діяльність
Автор понад 130 наукових публікацій. Основні роботи присвячені історії шумерської культури (календарні свята і ритуали, замовляння, епос, політична ідеологія, естетичні уявлення). Підготував до друку видання так званого «Асиро-вавилонського епосу» Володимира Шилейка (2007) і першу збірку поета Володимира Щировського (2007).

## Деякі праці

### Монографії
- Ниппурский календарь и ранняя история Зодиака. — СПб.: Петербургское востоковедение, 1999. — 272 с. — (Orientalia). — 1000 экз. — ISBN 5-85803-112-9.
- Древний Шумер. Очерки культуры. — 2-е изд. — СПб., 2003.
- Ритуал в древней Месопотамии. — СПб., 2003.
- Шумерский календарный ритуал (Категория МЕ и весенние праздники). — СПб.: Петербургское востоковедение, 2009. — 432 с. — (Orientalia). — 1000 экз. — ISBN 978-5-85803-409-4.
- Гильгамеш. Биография легенды. — М.: Молодая гвардия, 2015. — (Малая серия ЖЗЛ). — 358 с. — ISBN 978-5-235-03800-4.

### Статті
- Шумерские заклинания консекрации в связи с пониманием святости у шумеров // Палестинский сборник. — 1998. — № 35. — С. 39—60.
- Древневосточные корни ислама // Исламская культура в мировой цивилизации и новые идеи в философии. — Уфа-СПб.: 2001. С. 61—93.
- Эпос о Нинурте и Анзу (предисловие, перевод с аккадского, примечания) // Вестник древней истории. — 2004. — № 4. — С. 232—247.
- В. К. Шилейко и его «Ассиро-вавилонский эпос» // Ассиро-вавилонский эпос. — СПб.: Наука, 2007. — (Литературные памятники). — С. 468—555.
- Владимир Щировский в садах двадцать первого века // Щировский В. Танец души. — М.: Водолей, 2007. — С. 98-124.
- Религия древней Месопотамии в современной историографии // Историография истории Древнего Востока. — Т. 1. — М.: Высшая школа. 2008. — С. 572—628.
- Предфилософия Древнего Востока как источник нового философского дискурса // Вопросы философии, 2009. — № 9. — С. 153—163.
- Идея вечного возвращения в шумерской культуре // Вестник СПбГУ. Серия 13. — 2009. — Вып. 2. — С. 58—68.